# Moree, New South Wales
Moree är en ort i Australien. Den ligger i kommunen Moree Plains och delstaten New South Wales, i den sydöstra delen av landet, omkring 510 kilometer norr om delstatshuvudstaden Sydney. Antalet invånare är 8 203.
Trakten runt Moree är nära nog obefolkad, med mindre än två invånare per kvadratkilometer.. Det finns inga andra samhällen i närheten.
Omgivningarna runt Moree är i huvudsak ett öppet busklandskap.  Genomsnittlig årsnederbörd är 620 millimeter. Den regnigaste månaden är januari, med i genomsnitt 107 mm nederbörd, och den torraste är oktober, med 11 mm nederbörd.